# 石井恵子
石井 恵子（いしい けいこ、旧姓・久村、1955年10月 - ）は、日本の生理学者。理学博士（生物学）。専門は感染免疫学。東北大学医学系研究科および医学部（保健学専攻基礎検査医科学講座感染分子病態解析学分野）准教授（2018年現在）。

## 経歴
- 1974年3月 鹿児島県立甲南高等学校卒業[2]
- 1978年3月 九州大学理学部生物学科卒業[3]
- 1984年3月 九州大学大学院理学研究科博士後期課程（生物学）修了[3]
- 1993年1月-1993年2月 ハーバード大学医学部研究員[3]
- 1996年11月-1998年4月 東北大学助手[3]
- 1998年4月-2006年3月 東北大学講師[3]
- 2006年4月- 東北大学医学部・医学系研究科准教授（旧・助教授）[3]

## 研究分野
- 膠原病・アレルギー・感染症内科学
- 細菌学（含真菌学）
- ナノ材料・ナノバイオサイエンス

具体的内容
- がん組織に集積するステルス性磁性酸化鉄ナノ粒子の開発
- 新興クリプトコックス・ガッティ感染症における高病原性機序の解析

## 所属学会
2018年時点
日本臨床細菌学会、東北院内感染対策研究会、日本ウイルス学会、日本免疫学会、日本分子生物学会、日本臨床検査医学会、日本細菌学会、日本環境感染学会、アメリカ免疫学会、日本生体防御学会、日本リウマチ学会、日本感染症学会